# Avellana de Reus

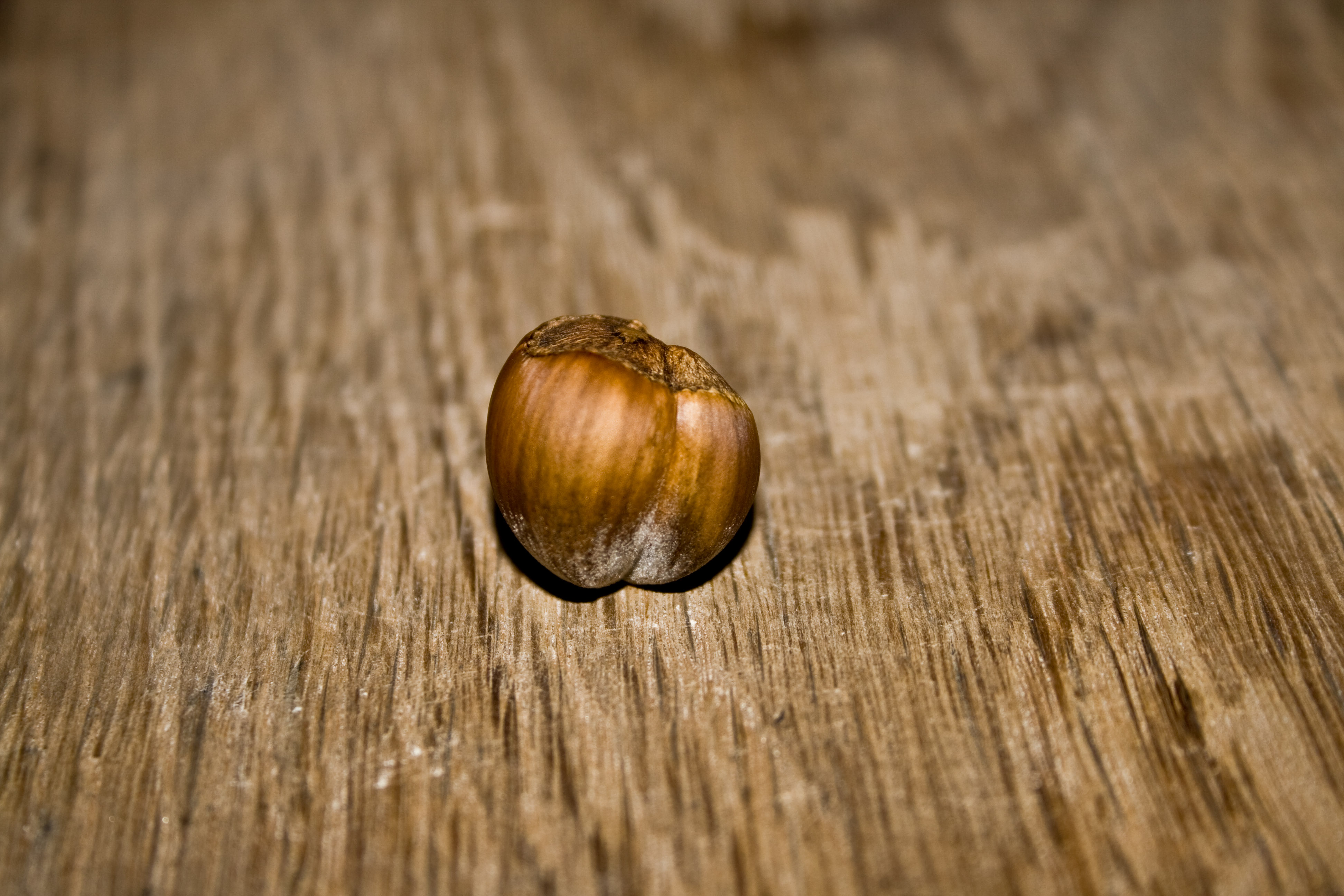
Una avellana de Reus.

Avellana de Reus es una Denominación de origen protegida de avellana de las variedades negreta, paueteta, gironella, morella y culplana, producidas en las comarcas españolas del Alto Campo, el Bajo Campo, la Cuenca de Barberá, el Priorato, el Tarragonés y la Tierra Alta. El consejo regulador de la denominación de origen se encuentra en la localidad de Reus (Cataluña).
Las variedades protegidas se presentan de tres formas: con cáscara, en grano o tostadas. Respecto al calibre, existen dos tipologías: muy grandes (18mm) o grandes (16mm).